# Julian Reister
Julian Reister (Amburgo, 2 aprile 1986) è un ex tennista tedesco.

## Statistiche

### Tornei minori

#### Singolare

##### Vittorie (6)
| Legenda tornei minori |
| Challenger (5)        |
| Futures (1)           |

| Numero | Data              | Torneo                                   | Superficie       | Avversario in finale   | Punteggio           |
| 1.     | 9 febbraio 2009   | MLP Cup, Nußloch                         | Sintetico indoor | Jonathan Marray        | 6-2, 7–6(3)         |
| 2.     | 11 aprile 2011    | Mitsubishi Electric Cup, Monza           | Sintetico indoor | Alessio Di Mauro       | 2-6, 6-3, 6-3       |
| 3.     | 21 aprile 2013    | Rai Open, Roma                           | Terra rossa      | Guillermo García López | 4-6, 6-3, 6-2       |
| 4.     | 17 giugno 2013    | Internationaux de Tennis de Blois, Blois | Terra rossa      | Dušan Lajović          | 6-1, 6(3)–7, 7–6(2) |
| 5.     | 22 settembre 2013 | Arimex Challenger Trophy, Trnava         | Terra rossa      | Adrian Ungur           | 7–6(3), 6–3         |
| 6.     | 10 maggio 2014    | Roma Open, Roma                          | Terra rossa      | Pablo Cuevas           | 6-3, 6-2            |

##### Finali perse (16)
| Legenda tornei minori |
| Challenger (7)        |
| Futures (9)           |

| Numero | Data              | Torneo                                                                     | Superficie       | Avversario in finale | Punteggio        |
| 1.     | 18 luglio 2005    | Düsseldorf Open, Düsseldorf                                                | Terra rossa      | Jacob Adaktusson     | 6-4, 2-6, 5-7    |
| 2.     | 1º maggio 2006    | Internazionali di Tennis Città di Padova, Padova                           | Terra rossa      | Daniele Giorgini     | 7-5, 1-6, 1-6    |
| 3.     | 5 giugno 2006     | Krakow Open, Cracovia                                                      | Terra rossa      | Timo Nieminen        | 6-2, 3-6, 1-6    |
| 4.     | 2 luglio 2007     | Breda Future, Breda                                                        | Terra rossa      | Clinton Thomson      | 6-3, 6(3)–7, 3-6 |
| 5.     | 9 luglio 2007     | Wilhelmshöhe Open, Kassel                                                  | Terra rossa      | Nicolas Todero       | 4-6, 6-3, 3-6    |
| 6.     | 27 agosto 2007    | Internernationaler Tennismeisterschaften von Schleswig-Holstein, Wahlstedt | Terra rossa      | Andreas Beck         | 7-5, 2-6, 2-6    |
| 7.     | 8 settembre 2008  | Minimax Cup, Kempten                                                       | Terra rossa      | Adrián García        | 2-6, 7-5, 3-6    |
| 8.     | 26 gennaio 2009   | Segro International Um Den Cup Der Deutschen Vermögensberatung, Kaarst     | Sintetico indoor | Bastian Knittel      | 2-6, 4-6         |
| 9.     | 27 aprile 2009    | Internazionali di Tennis Città di Padova, Padova                           | terra rossa      | Cristian Villagrán   | 6-1, 6(5)–7, 0-6 |
| 10.    | 29 settembre 2009 | ATP Challenger Trophy, Trnava                                              | Terra rossa      | Alberto Martín       | 2-6, 0-6         |
| 11.    | 29 giugno 2009    | Mamaia Challenger, Constanţa                                               | Terra rossa      | Blaž Kavčič          | 6-3, 3-6, 4-6    |
| 12.    | 21 settembre 2009 | Banja Luka Challenger, Banja Luka                                          | Terra rossa      | Daniel Gimeno Traver | 4-6, 1-6         |
| 13.    | 8 febbraio 2010   | Kazan Kremlin Cup, Kazan'                                                  | Cemento indoor   | Michał Przysiężny    | 6(5)–7, 4-6      |
| 14.    | 5 novembre 2012   | Uruguay Open, Montevideo                                                   | Terra rossa      | Horacio Zeballos     | 3-6, 2-6         |
| 15.    | 3 novembre 2013   | Samsung Securities Cup, Seul                                               | Cemento          | Dušan Lajović        | W/O              |
| 16.    | 4 maggio 2014     | Tunis Open, Tunisi                                                         | Terra rossa      | Simone Bolelli       | 4-6, 2-6         |